# Список троянских астероидов («троянцы»)
Это список троянских астероидов, которые движутся вокруг Солнца по орбите Юпитера возле точки Лагранжа L5 (то есть в 60° позади планеты).
Все имеющие собственные имена астероиды, входящие в эту группу, названы в честь участников Троянской войны, воевавших на стороне Трои. Исключением является лишь астероид (617) Патрокл, который был назван прежде, чем эта традиция утвердилась. Соответственно, астероиды, расположенные около точки L4, получили свои названия в честь греческих воинов.

## Список
| - (617) Патрокл - (884) Приам - (1172) Эней - (1173) Анхис - (1208) Троил - (1867) Деифоб - (1870) Главк - (1871) Астианакт - (1872) Гелен - (1873) Агенор - (2207) Антенор - (2223) Сарпедон - (2241) Алкафой - (2357) Ферекл - (2363) Кебрион - (2594) Акамант - (2674) Пандар - (2893) Перой - (2895) Мемнон - (3240) Лаокоон - (3317) Парис - (3451) Ментор - (3708) 1974 FV1 - (4348) Полидамант - (4707) Хрис - (4708) Полидор - (4709) Энном - (4715) 1989 TS1 - (4722) Агелай - (4754) Панф - (4791) Ифидамант - (4792) Ликаон - (4805) Астеропей - (4827) Дарет - (4828) Мисен - (4829) Сергест - (4832) Палинур - (4867) Полит - (5119) 1988 RA1 - (5120) Битиант - (5130) Илионей - (5144) Ахат - (5233) 1988 RL10 - (5257) 1988 RS10 - (5476) 1989 TO11 - (5511) Клоант - (5637) Гий - (5638) Дейкоон - (5648) 1990 VU1 - (5907) 1989 TU5 - (6002) 1988 RO - (6443) 1988 RH12 - (6997) Лаомедон - (6998) Титон - (7352) 1994 CO - (7815) Долон - (9023) Мнесфей - (9030) 1989 UX5 - (9142) Рес - (9430) Эрихтоний - (11089) 1994 CS8 - (11273) 1988 RN11 - (11275) 1988 SL3 - (11487) 1988 RG10 - (11488) 1988 RM11 - (11509) Терсилох - (11552) Буколион - (11554) Асей - (11663) 1997 GO24 - (11869) 1989 TS2 - (11887) Эхеммон - (12052) Аретаон - (12126) 1999 RM11 - (12242) Коон - (12444) Протоон - (12649) Асканий - (12929) 1999 TZ1 - (13402) 1999 RV165 - (15502) 1999 NV27 - (15977) 1998 MA11 - (16070) 1999 RB101 - (16428) 1988 RD12 - (16560) Детор - (16667) 1993 XM1 - (16956) 1998 MQ11 - (17171) 1999 NB38 - (17172) 1999 NZ41 - (17314) Эсак - (17365) 1978 VF11 - (17414) 1988 RN10 - (17415) 1988 RO10 - (17416) 1988 RR10 - (17417) 1988 RY10 - (17418) 1988 RT12 - (17419) 1988 RH13 - (17420) 1988 RL13 - (17421) 1988 SW1 - (17423) 1988 SK2 - (17424) 1988 SP2 - (17442) 1989 UO5 - (17492) Гиппас - (18037) 1999 NA38 - (18046) 1999 RN116 - (18054) 1999 SW7 - (18137) 2000 OU30 - (18228) Гиперенор - (18268) Дардан - (18278) Дримант - (18281) Трос - (18282) Ил - (18493) Демолеон - (18940) 2000 QV49 - (18971) 2000 QY177 - (19018) 2000 RL100 - (19020) 2000 SC6 - (19844) 2000 ST317 - (22180) 2000 YZ - (22808) 1999 RU12 - (23463) 1989 TX11 - (23549) Эпикл - (23694) 1997 KZ3 - (23987) 1999 NB63 - (24018) 1999 RU134 - (24022) 1999 RA144 - (24444) 2000 OP32 - (24446) 2000 PR25 - (24448) 2000 QE42 - (24449) 2000 QL63 - (24451) 2000 QS104 - (24452) 2000 QU167 - (24453) 2000 QG173 - (24454) 2000 QF198 - (24456) 2000 RO25 - (24458) 2000 RP100 - (24459) 2000 RF103 - (24467) 2000 SS165 - (24470) 2000 SJ310 - (24471) 2000 SH313 - (24472) 2000 SY317 - (25344) 1999 RN72 - (25347) 1999 RQ116 - (25883) 2000 RD88 - (29196) 1990 YY - (29314) Эвридамант - (29603) 1998 MO44 - (29976) 1999 NE9 - (29977) 1999 NH11 - (30498) 2000 QK100 - (30499) 2000 QE169 - (30504) 2000 RS80 - (30505) 2000 RW82 - (30506) 2000 RO85 - (30508) 2000 SZ130 - (30698) Гиппокоон - (30704) Фегей - (30705) Идей - (30708) Эхепол - (30791) 1988 RY11 - (30792) 1988 RP12 - (30793) 1988 SJ3 - (30806) 1989 UP5 - (30807) 1989 UQ5 - (30942) Геликаон - (31037) Мидон - (31342) 1998 MU31 - (31344) 1998 OM12 - (31806) 1999 NE11 - (31814) 1999 RW70 - (31819) 1999 RS150 - (31820) 1999 RT186 - (31821) 1999 RK225 - (32339) 2000 QA88 - (32356) 2000 QM124 - (32370) 2000 QY151 - (32396) 2000 QY213 - (32397) 2000 QL214 - (32420) 2000 RS40 - (32430) 2000 RQ83 - (32434) 2000 RW96 - (32435) 2000 RZ96 - (32437) 2000 RR97 - (32440) 2000 RC100 - (32451) 2000 SP25 - (32461) 2000 SP93 - (32464) 2000 SB132 - (32467) 2000 SL174 - (32471) 2000 SK205 - (32475) 2000 SD234 - (32478) 2000 SV289 - (32480) 2000 SG348 - (32482) 2000 ST354 - (32496) 2000 WX182 - (32499) 2000 YS11 - (32501) 2000 YV135 - (32513) 2001 OL31 - (32615) 2001 QU277 - (32720) Симойсей - (32726) Хромий - (32794) 1989 UE5 - (32811) Аписаон - (34298) 2000 QH159 - (34521) 2000 SA191 - (34553) 2000 SV246 - (34642) 2000 WN2 - (34746) 2001 QE91 - (34785) 2001 RG87 - (34835) 2001 SZ249 - (36425) 2000 PM5 - (36624) 2000 QA157 - (36922) 2000 SN209 - (37519) Амфий - (37572) 1989 UC5 - (38257) 1999 RC13 - (39474) 1978 VC7 - (42277) 2001 SQ51 - (45822) 2000 QQ116 - (47955) 2000 QZ73 - (47956) 2000 QS103 - (47957) 2000 QN116 - (47959) 2000 QP168 - (47962) 2000 RU69 - (47963) 2000 SO56 - (47964) 2000 SG131 - (47967) 2000 SL298 - (47969) 2000 TG64 - (48249) 2001 SY345 - (48252) 2001 TL212 - (48254) 2001 UE83 - (48373) Горгифион - (48438) 1989 WJ2 - (48604) 1995 CV - (48764) 1997 JJ10 - (48767) Скамандр - (51339) 2000 OA61 - (51340) 2000 QJ12 - (51344) 2000 QA127 - (51345) 2000 QH137 - (51346) 2000 QX158 - (51347) 2000 QZ165 - (51348) 2000 QR169 - (51350) 2000 QU176 | - (51351) 2000 QO218 - (51354) 2000 RX25 - (51357) 2000 RM88 - (51359) 2000 SC17 - (51360) 2000 SZ25 - (51362) 2000 SY247 - (51364) 2000 SU333 - (51365) 2000 TA42 - (51910) 2001 QQ60 - (51935) 2001 QK134 - (51958) 2001 QJ256 - (51962) 2001 QH267 - (51969) 2001 QZ292 - (51984) 2001 SS115 - (51994) 2001 TJ58 - (52273) 1988 RQ10 - (52275) 1988 RS12 - (52278) 1988 SG3 - (52511) 1996 GH12 - (52567) 1997 HN2 - (52767) Офелест - (53418) 1999 PY3 - (53419) 1999 PJ4 - (54581) 2000 QW170 - (54582) 2000 QU179 - (54596) 2000 QD225 - (54614) 2000 RL84 - (54625) 2000 SC49 - (54626) 2000 SJ49 - (54632) 2000 SD130 - (54634) 2000 SA132 - (54638) 2000 SC144 - (54643) 2000 SP283 - (54645) 2000 SR284 - (54646) 2000 SS291 - (54649) 2000 SE310 - (54652) 2000 SZ344 - (54653) 2000 SB350 - (54655) 2000 SQ362 - (54656) 2000 SX362 - (54672) 2000 WO180 - (55060) 2001 QM73 - (55267) 2001 RP132 - (55419) 2001 TF19 - (55441) 2001 TS87 - (55457) 2001 TH133 - (55460) 2001 TW148 - (55474) 2001 TY229 - (55496) 2001 UC73 - (55676) Клитий - (55678) Ламп - (55701) Укалегон - (55702) Фимет - (56951) 2000 SK2 - (56962) 2000 SW65 - (56968) 2000 SA92 - (56976) 2000 SS161 - (57013) 2000 TD39 - (57626) 2001 TE165 - (57644) 2001 TV201 - (57714) 2001 UY124 - (58008) 2002 TW240 - (58084) Гикетаон - (58153) 1988 RH11 - (58931) Палмис - (61610) 2000 QK95 - (61896) 2000 QG227 - (62114) 2000 RV99 - (62201) 2000 SW54 - (62426) 2000 SX186 - (62692) 2000 TE24 - (62714) 2000 TB43 - (63923) 2001 SV41 - (63955) 2001 SP65 - (64030) 2001 SQ168 - (64270) 2001 TA197 - (64326) 2001 UX46 - (65590) Архептолем - (67548) 2000 SL47 - (68444) 2001 RH142 - (68519) 2001 VW15 - (69437) 1996 KW2 - (73641) 1977 UK3 - (73677) 1988 SA3 - (73795) 1995 FH8 - (76804) 2000 QE - (76809) 2000 QQ46 - (76812) 2000 QQ84 - (76819) 2000 RQ91 - (76820) 2000 RW105 - (76824) 2000 SA89 - (76826) 2000 SW131 - (76830) 2000 SA182 - (76834) 2000 SA244 - (76835) 2000 SH255 - (76836) 2000 SB310 - (76837) 2000 SL316 - (76838) 2000 ST347 - (76840) 2000 TU3 - (76857) 2000 WE132 - (76867) 2000 YM5 - (77860) 2001 RQ133 - (77891) 2001 SM232 - (77894) 2001 SY263 - (77897) 2001 TE64 - (77902) 2001 TY141 - (77906) 2001 TU162 - (77914) 2001 UE188 - (77916) 2001 WL87 - (80119) 1999 RY138 - (82055) 2000 TY40 - (84709) 2002 VW120 - (88775) 2001 SY76 - (90380) 2003 WX68 - (96295) 1996 JF7 - (96337) 1997 LG2 - (97893) 2000 QV65 - (97973) 2000 QB165 - (98037) 2000 RE20 - (98116) 2000 RA103 - (98139) 2000 SG53 - (98143) 2000 SS60 - (98153) 2000 SY68 - (98361) 2000 SG361 - (98362) 2000 SA363 - (99306) 2001 SC101 - (99308) 2001 SD233 - (99309) 2001 SH264 - (99311) 2001 SQ282 - (99323) 2001 TE205 - (99327) 2001 UP32 - (99328) 2001 UY123 - (99334) 2001 VC92 - (99368) 2001 XE221 - (99943) 2005 AS2 - (105654) 2000 SX26 - (105685) 2000 SC51 - (105694) 2000 SV62 - (105720) 2000 SR79 - (105746) 2000 SP92 - (105803) 2000 SH132 - (105808) 2000 SZ135 - (105896) 2000 SG187 - (105901) 2000 SG192 - (105904) 2000 SB197 - (106001) 2000 SR283 - (106060) 2000 SS316 - (106091) 2000 SZ361 - (106143) 2000 TU44 - (106160) 2000 TG61 - (109266) 2001 QL110 - (109549) 2001 QM257 - (110359) 2001 SA318 - (110380) 2001 SO343 - (110563) 2001 TQ109 - (110829) 2001 UT54 - (110832) 2001 UA58 - (110859) 2001 UW79 - (111113) 2001 VK85 - (111198) 2001 WX20 - (111231) 2001 WM60 - (114141) 2002 VX60 - (114208) 2002 VH107 - (114345) 2002 XN72 - (116134) 2003 WZ142 - (116238) 2003 YJ12 - (116439) 2003 YN162 - (116567) 2004 BV84 - (117385) 2004 YN20 - (117389) 2004 YD23 - (117395) 2004 YL35 - (117404) 2005 AC9 - (117423) 2005 AP18 - (117446) 2005 AV45 - (117447) 2005 AX46 - (118815) 2000 SM108 - (119528) 2001 US179 - (120453) 1988 RE12 - (120454) 1988 SJ2 - (122391) 2000 QZ75 - (122460) 2000 QB146 - (122581) 2000 RJ24 - (122592) 2000 RE29 - (122733) 2000 SK47 - (122860) 2000 ST132 - (122862) 2000 SJ134 - (122962) 2000 SG215 - (124695) 2001 SR136 - (124696) 2001 SC137 - (124729) 2001 SB173 - (124985) 2001 TK131 - (125045) 2001 TK211 - (125048) 2001 TW215 - (125059) 2001 TB233 - (125062) 2001 TG234 - (125106) 2001 UR39 - (125159) 2001 UV93 - (127532) 2002 WH9 - (127534) 2002 WR17 - (128299) 2003 YL61 - (128301) 2003 YZ139 - (129130) 2004 YP20 - (129133) 2004 YZ31 - (129134) 2005 AC5 - (129135) 2005 AD21 - (129137) Гипполох - (129140) 2005 AO50 - (129142) 2005 AS60 - (129144) 2005 BP25 - (129145) 2005 CE - (129147) 2005 CY70 - (129153) 2005 EL140 - (130588) 2000 RD83 - (130592) 2000 RT87 - (130648) 2000 SW76 - (130687) 2000 SZ131 - (131447) 2001 QZ113 - (131451) 2001 QD174 - (131460) 2001 QE194 - (131539) 2001 US133 - (131546) 2001 VJ3 - (131581) 2001 VG121 - (131635) 2001 XW71 - (133566) 2003 UZ27 - (133853) 2003 YQ133 - (133862) 2004 BR38 - (134077) 2004 XW71 - (134251) 2006 AN34 - (134269) 2006 BP114 - (134329) Кикн - (134419) Гипофой - (150872) 2001 ST201 - (150876) 2001 SA220 - (151883) 2003 WQ25 - (151884) 2003 WO40 - (152297) 2005 TH49 - (152517) 2006 AD72 - (152519) 2006 CT61 - (153083) 2000 RH28 - (153107) 2000 SY55 - (153122) 2000 SA97 - (153141) 2000 SP203 - (153155) 2000 SO298 - (153464) 2001 RW6 - (153500) 2001 RN122 - (153708) 2001 UK76 | - (153755) 2001 UZ199 - (153757) 2001 UN210 - (153758) 2001 UQ214 - (154417) 2003 BO25 - (154632) 2003 WT151 - (154989) 2005 AG4 - (154990) 2005 AA66 - (154992) 2005 CV68 - (155326) 2006 AN97 - (155327) 2006 AV99 - (155332) 2006 BA157 - (155337) 2006 KH89 - (155415) 1996 JZ5 - (155427) 1997 LO5 - (155786) 2000 SD358 - (155789) 2000 TD9 - (156098) 2001 SR228 - (156123) 2001 SV337 - (156125) 2001 SH347 - (156185) 2001 TH220 - (156188) 2001 TV233 - (156210) 2001 UH57 - (156222) 2001 UB91 - (156237) 2001 UH146 - (156250) 2001 UM198 - (156252) 2001 UV201 - (156293) 2001 WB59 - (156294) 2001 WU66 - (156730) 2002 VM140 - (157468) 2004 XS184 - (157469) 2005 AP31 - (157470) 2005 AG61 - (157471) 2005 AX71 - (157730) 2006 BS88 - (157740) 2006 BP199 - (157741) 2006 BE202 - (158231) 2001 SJ256 - (158333) 2001 WW25 - (158336) 2001 WM69 - (158601) 2002 VR121 - (159162) 2005 AY64 - (159163) 2005 ES129 - (159340) 2006 EF14 - (159342) 2006 JR - (160164) 2001 TW252 - (160465) 2006 BL226 - (161646) 2006 BL56 - (161664) 2006 DM16 - (161916) 2007 EO34 - (175129) 2005 BJ19 - (177655) 2005 AF32 - (178268) 2008 AH32 - (178291) 1989 UV7 - (179133) 2001 SF293 - (179190) 2001 TS154 - (179217) 2001 TB225 - (179233) 2001 UQ60 - (179244) 2001 UP100 - (179902) 2002 VO4 - (180265) 2003 WC27 - (180274) 2003 WC63 - (181278) 2005 YR53 - (181279) Япиг - (181648) 2007 EE1 - (181665) 2008 AG32 - (181751) Фенопс - (181773) 1997 LH5 - (182121) 2000 QL227 - (182161) 2000 SL184 - (182163) 2000 SO193 - (182176) 2000 SM250 - (182178) 2000 SR282 - (182445) 2001 SD30 - (182487) 2001 SK158 - (182506) 2001 SL251 - (182516) 2001 SK293 - (182522) 2001 SZ337 - (182541) 2001 TP51 - (182548) 2001 TS83 - (182625) 2001 UF114 - (182627) 2001 UC124 - (182647) 2001 UA170 - (182666) 2001 UG206 - (182669) 2001 UZ214 - (182675) 2001 UA226 - (182746) 2001 XV105 - (183309) 2002 VQ - (183358) 2002 VM131 - (184274) 2004 YW24 - (184276) 2005 AU19 - (184280) 2005 AQ47 - (184284) 2005 BK12 - (184287) 2005 CW17 - (184306) 2005 ES203 - (184829) 2005 UJ - (184929) 2005 VN2 - (184937) 2005 VA87 - (184975) 2006 BZ30 - (184976) 2006 BN70 - (184977) 2006 BQ110 - (184978) 2006 BM121 - (184979) 2006 BG162 - (184980) 2006 BM213 - (184981) 2006 BK222 - (184982) 2006 BV252 - (184983) 2006 CS19 - (184984) 2006 CQ31 - (184985) 2006 CC51 - (184986) 2006 DW143 - (184988) 2006 FF12 - (185485) 2007 EL68 - (185486) 2007 EP75 - (185487) 2007 ED139 - (185489) 2007 FK33 - (185490) 2007 GR1 - (185492) 2007 HA8 - (185666) 1995 FT9 - (185693) 1997 HV3 - (185906) 2000 SF94 - (185919) 2000 SM284 - (186106) 2001 TW56 - (186125) 2001 TM150 - (186128) 2001 TP154 - (186138) 2001 TK206 - (186272) 2001 YZ140 - (186544) 2002 WT23 - (187018) 2004 YC25 - (187019) 2004 YU36 - (187020) 2005 AZ63 - (187021) 2005 AU66 - (187024) 2005 BN13 - (187436) 2005 WN57 - (187456) 2005 XK5 - (187463) 2005 XX106 - (187469) 2006 BL53 - (187470) 2006 BH59 - (187471) 2006 BV72 - (187472) 2006 BP73 - (187473) 2006 BJ103 - (187474) 2006 BM116 - (187475) 2006 BV119 - (187476) 2006 BB213 - (187478) 2006 CY29 - (187479) 2006 DA15 - (187607) 2006 YB13 - (187655) 2007 EZ103 - (187656) 2007 EM107 - (187657) 2007 ER148 - (187659) 2007 EN186 - (187692) 2008 DM56 - (187724) 2008 FC38 - (187755) 1996 HN17 - (188006) 2001 SF317 - (188020) 2001 TH257 - (188026) 2001 UE79 - (188053) 2001 VM83 - (188060) 2001 VG127 - (188083) 2001 XM126 - (188234) 2002 UO74 - (188247) 2002 WS23 - (188257) 2002 XM117 - (188373) 2004 BZ132 - (188574) 2004 YC22 - (188835) 2006 BP90 - (188836) 2006 BK159 - (188837) 2006 BN194 - (188841) 2006 DZ39 - (188842) 2006 DP129 - (188843) 2006 DX131 - (188844) 2006 DH157 - (188845) 2006 DK189 - (188846) 2006 EV25 - (188847) Рипей - (188942) 2007 DD8 - (188952) 2007 EA73 - (188965) 2007 YY56 - (188966) 2008 AQ101 - (188976) 2008 EP68 - (188986) 2008 FY88 - (189004) Капис - (189214) 2003 YJ20 - (189215) 2003 YF162 - (189310) Полидамант - (189377) 2008 FU78 - (189386) 2008 GX49 - (192262) 2008 HO8 - (192268) 2008 LD12 - (203865) 2002 WV27 - (211992) 2005 AV61 - (213180) 2000 SD173 - (213347) 2001 SD304 - (213351) 2001 SC333 - (213360) 2001 TO108 - (213394) 2001 US187 - (214506) 2005 YW236 - (214508) 2006 AF84 - (214511) 2006 BA213 - (214514) 2006 DB20 - (215020) 2009 BE14 - (215110) 1997 NO5 - (215199) 2000 SB130 - (215319) 2001 TA119 - (215331) 2001 UW61 - (215340) 2001 UX210 - (215349) 2001 VA128 - (215517) 2002 UZ74 - (215530) 2002 VE103 - (215542) 2002 WT25 - (215551) 2002 YR36 - (215822) 2004 XT184 - (216034) 2006 BN143 - (216291) 2007 EO149 - (216292) 2007 EM195 - (216293) 2007 GP11 - (216409) 2008 GM84 - (216551) 2001 TA184 - (216847) 2007 EP212 - (216876) 2008 EL54 - (216877) 2008 FS54 - (216881) 2008 GA32 - (216891) 2009 DN43 - (216898) 2009 HJ84 - (217548) 2007 EW209 - (218804) 2006 BB252 - (236974) 2008 EK137 - (237710) 2001 UW184 - (238623) 2005 CL12 - (239521) 2008 HX3 - (239903) 2000 SF129 - (240914) 2006 DQ196 - (241099) 2007 GH2 - (242843) 2006 DO205 - (243453) 2009 HX85 - (245279) 2005 BZ32 - (245682) 2006 BS91 - (246108) 2007 FT27 - (246113) 2007 GY69 - (246114) 2007 GR70 - (246523) 2008 EV120 - (246527) 2008 FA95 - (246530) 2008 GC106 - (246533) 2008 HT41 - (246534) 2008 KG43 - (246817) 2009 KH1 - (246891) 1997 JY10 - (247102) 2000 SA315 - (247297) 2001 SH354 - (247315) 2001 TP176 - (247323) 2001 TY232 - (247341) 2001 UV209 - (247351) 2001 VB52 - (247653) 2002 WE28 - (247946) 2003 YE20 - (247967) 2003 YD149 - (247969) 2004 AG17 - (248183) Пейсандр | - (248186) 2005 AY82 - (248189) 2005 BE17 - (248238) 2005 EQ249 - (248550) 2005 XS92 - (248575) 2006 BC33 - (248603) 2006 DB43 - (248670) 2006 JV25 - (248976) 2007 DM97 - (248978) 2007 DH111 - (248979) 2007 DY113 - (248985) 2007 EU147 - (248986) 2007 EX147 - (248990) 2007 FX3 - (248991) 2007 FL22 - (248996) 2007 HK62 - (249180) 2008 CE117 - (249212) 2008 DL84 - (249225) 2008 FJ69 - (249236) 2008 GE122 - (249237) 2008 HJ10 - (249465) 2009 HV102 - (249476) 2009 LS6 - (249545) 2010 HB45 - (249755) 2000 SJ350 - (249995) 2001 XO128 - (251528) 2008 GU141 - (251534) 2008 KK4 - (251535) 2008 KK8 - (256505) 2007 EY98 - (257173) 2008 JF13 - (257899) 2000 TR27 - (258239) 2001 TX121 - (258365) 2001 WW65 - (261763) 2006 BC56 - (261774) 2006 BT96 - (261781) 2006 BG132 - (261789) 2006 BW158 - (261791) 2006 BM168 - (263012) 2007 ES166 - (263699) 2008 HV11 - (275681) 2000 SQ33 - (275682) 2000 ST49 - (278163) 2007 DO35 - (278572) 2008 HB21 - (280987) 2006 DQ88 - (282192) 2001 TB229 - (282198) 2001 UM166 - (282336) 2002 VT - (282711) 2006 BX193 - (283173) 2009 HZ62 - (283178) 2009 SF1 - (283396) 2000 RC98 - (283401) 2000 SV15 - (283402) 2000 SX16 - (283419) 2000 SK201 - (283424) 2000 SN317 - (283510) 2001 SD355 - (283512) 2001 TH24 - (283513) 2001 TN24 - (283519) 2001 TP47 - (283532) 2001 TW184 - (283538) 2001 TB234 - (283543) 2001 UG59 - (283549) 2001 UJ134 - (283553) 2001 UJ225 - (283560) 2001 VF56 - (283732) 2002 VB68 - (284044) 2005 AA51 - (284046) 2005 AU61 - (284047) 2005 AC77 - (284173) 2005 YL282 - (284184) 2006 AX80 - (284192) 2006 BR12 - (284204) 2006 BM192 - (284217) 2006 CG18 - (284219) 2006 CQ36 - (284226) 2006 DF44 - (284433) 2007 DU52 - (284436) 2007 DR96 - (284442) 2007 ES40 - (284443) 2007 EE51 - (284447) 2007 ET144 - (284452) 2007 EU218 - (284454) 2007 EX221 - (284459) 2007 GG10 - (284663) 2008 FD63 - (284664) 2008 FW132 - (284665) 2008 FW134 - (284666) 2008 GP42 - (284667) 2008 GJ74 - (284882) 2009 FY59 - (284883) 2009 FB63 - (284887) 2009 KE9 - (285223) 1997 MV7 - (285648) 2000 SK27 - (285658) 2000 SY48 - (286106) 2001 TM94 - (286110) 2001 TQ99 - (286114) 2001 TV119 - (286200) 2001 UC69 - (286227) 2001 UV140 - (286310) 2001 WF54 - (287454) 2002 YX7 - (288095) 2003 WD18 - (288282) 2004 AH4 - (288316) 2004 BH39 - (289285) 2004 XZ181 - (289327) 2005 AZ51 - (289501) 2005 EJ133 - (291251) 2006 BM54 - (291255) 2006 BZ55 - (291260) 2006 BE73 - (291276) 2006 BE98 - (291297) 2006 BS138 - (291301) 2006 BC142 - (291316) 2006 BE167 - (291327) 2006 BQ194 - (291348) 2006 BH242 - (291385) 2006 CZ32 - (291390) 2006 CG43 - (291429) 2006 DD27 - (291437) 2006 DO32 - (291471) 2006 DY83 - (291485) 2006 DU103 - (291495) 2006 DA131 - (291519) 2006 DF214 - (291557) 2006 FC2 - (291807) 2006 KG89 - (293307) 2007 DQ37 - (293331) 2007 DY68 - (293370) 2007 EF17 - (293386) 2007 EW43 - (293418) 2007 EK105 - (293456) 2007 EW191 - (293486) 2007 FA28 - (293502) 2007 GO10 - (293516) 2007 GU34 - (293557) 2007 HS38 - (295021) 2008 EH68 - (295024) 2008 ET73 - (295140) 2008 FT39 - (295153) 2008 FX57 - (295170) 2008 FO72 - (295199) 2008 FG111 - (295205) 2008 FW122 - (295207) 2008 FV123 - (295217) 2008 FZ132 - (295226) 2008 GC7 - (295256) 2008 GW49 - (295315) 2008 GR131 - (295323) 2008 GV140 - (295326) 2008 GQ143 - (295329) 2008 HG2 - (295336) 2008 HY8 - (295337) 2008 HB9 - (295340) 2008 HL12 - (295342) 2008 HU15 - (295347) 2008 HS24 - (295372) 2008 HR56 - (295383) 2008 HX69 - (295395) 2008 JO7 - (295412) 2008 JR28 - (295413) 2008 JH30 - (295431) 2008 KG36 - (295432) 2008 KT37 - (295437) 2008 LF6 - (296499) 2009 JO15 - (296513) 2009 KB22 - (297019) 2010 GN23 - (297047) 2010 HT21 - (297048) 2010 HD24 - (297049) 2010 HS48 - (297052) 2010 HB81 - (297056) 2010 HA109 - (297057) 2010 HU111 - (297059) 2010 JV - (297215) 2011 JJ - (297218) 2011 KT16 - (297221) 2011 OF18 - (297442) 2000 SF191 - (297644) 2001 TJ176 - (297692) 2001 UN228 - (298254) 2002 VG78 - (298614) 2003 YD179 - (299061) 2005 CE31 - (299062) 2005 CC34 - (299447) 2006 BY41 - (299465) 2006 BL103 - (299473) 2006 BO132 - (299479) 2006 BX160 - (299491) 2006 BY198 - (299511) 2006 CQ17 - (299523) 2006 DF2 - (299524) 2006 DW4 - (299537) 2006 DC50 - (299547) 2006 DQ99 - (299551) 2006 DH127 - (299552) 2006 DN127 - (299572) 2006 EZ30 - (299575) 2006 EE58 - (300242) 2007 DZ70 - (300244) 2007 EY8 - (300249) 2007 EE218 - (300250) 2007 EF222 - (300991) 2008 FF41 - (300993) 2008 FP117 - (300999) 2008 GP49 - (301000) 2008 GG69 - (301002) 2008 GQ98 - (301005) 2008 GL117 - (301007) 2008 GM140 - (301008) 2008 GK141 - (301009) 2008 GS141 - (301010) 2008 HB61 - (301012) 2008 JL17 - (301013) 2008 JJ18 - (301753) 2010 JZ - (301760) 2010 JP42 - (303999) 2006 BQ211 - (304770) 2007 EO67 - (304773) 2007 EF188 - (304774) 2007 GZ30 - (306200) 2011 QM3 - (308660) 2006 BJ139 - (310016) 2009 KD26 - (310047) 2010 HA43 - (316085) 2009 KT9 - (316692) 1996 GX5 - (316693) 1996 JU4 - (317078) 2001 SE253 - (317121) 2001 TF258 - (317142) 2001 UR147 - (318405) 2004 XF185 - (318407) 2004 YF22 - (319282) 2006 BY73 - (319342) 2006 BY273 - (319378) 2006 DS138 - (320001) 2007 DW27 - (320047) 2007 DH117 - (320066) 2007 EA40 - (320093) 2007 ES98 - (320556) 2008 AC45 - (320800) 2008 EZ160 - (320892) 2008 GP58 - (320950) 2008 HZ4 - (321300) 2009 FO61 - (321354) 2009 LU4 - (321706) 2010 GA3 - (321716) 2010 HX21 - (322378) 2011 MV9 - (322379) 2011 OZ12 - (324237) 2006 BJ128 - (326112) 2011 QB76 - (328883) 2010 HG - (329580) 2002 WW22 - (382238) Эвфем |